# Sobibor (film)
Pour les articles homonymes, voir Sobibor.
Pour plus de détails, voir Fiche technique et Distribution.
Sobibor (Собибор) est un film russe réalisé par Constantin Khabenski sorti en 2018.

## Synopsis
En 1943, près du village de Sobibór dans le Gouvernement général de Pologne, un train de déportés juifs s'arrête devant l'entrée du camp d'extermination. Ce camp est l'un des maillons de l'Aktion Reinhard. Les déportés sont débarrassés de leurs bagages. Ceux qui déclarent avoir une profession jugée utile sont séparés des autres. Un groupe de prisonniers organise un soulèvement et une évasion à grande échelle.
Quatre cent personnes se sont échappées du camp. Cent personnes ont péri durant l'évasion. La population locale a tué ou livré aux Allemands environ 150 personnes. En tant que témoignage de la faillite du Troisième Reich, le camp de Sobibor fut démantelé sous les ordres du commandement suprême allemand. Le commandant du camp, le SS-Oberscharführer Karl August Frenzel, fut condamné à la prison à vie. Il est mort en 1996. Alexandre Petcherski a franchi la ligne de front et combattu jusqu'à la fin de la guerre. Il est mort à l'âge de 80 ans. Son acte héroïque ne fut jamais reconnu de son vivant. Shlomo a grandi et s'est installé au Brésil, où il vécut jusqu'en 1989. Il est soupçonné d'avoir tué 18 officiers allemands qui se cachaient là-bas pour échapper à la cour martiale.

## Fiche technique
- Titre : Sobibor
- Titre original : Собибор
- Réalisation : Constantin Khabenski
- Scénario : Alexandre Adabachyan, Anna Chernakova, Michael Edelstein (en), Ilya Vassiliev
- Musique : Kuzma Bodrov (ru)
- Photographie : Ramūnas Greičius (lt)
- Montage : Yuriy Troyankin
- Pays d'origine :  Russie,  Allemagne,  Lituanie,  Pologne
- Langues de tournage : Russe, Allemand, Polonais, Yiddish
- Format : couleurs
- Genres : Drame, Film historique
- Durée : 110 minutes
- Dates de sortie[1] :
  - Russie : 3 mai 2018
  - France : 10 mai 2018 au festival de Cannes, 7 novembre 2018 en DVD

## Distribution
- Constantin Khabenski (VF : Philippe Résimont) : Alexandre « Sacha » Petcherski
- Christophe Lambert : Karl Frenzel
- Michalina Olszańska : Hanna
- Philippe Reinhardt : Siegfried Greitschus
- Dirk Martens : Backman
- Maria Kojevnikova : Selma
- Wolfgang Cerny (de) : Gustav Wagner
- Gela Meskhi (ru) : Semion Rosenfeld
- Felice Jankell (en) : « Luca » (de)
- Maximilian Dirr (de) : Johann Neumann
- Mindaugas Papinigis (lt) : Berg
- Roman Ageev (ru) : Boris Tsybulsky
- Saulius Balandis (lt) : Wolf
- Sergey Godin : Arkadi Vaïspapir
- Dainius Kazlauskas (lt) : Leo
- Mikołaj Krawczyk (pl) : Aksel
- Andrius Paulavičius : Otto
- Ramūnas Rudokas (lt) : Berlinger
- Šarūnas Zenkevičius (lt) : Le survivant
- Wieslaw Cichy : Józef
- Darius Gumauskas : Bzetsky
- Fabian Kociecki : Chaim
- Kacper Olszewski : Toowi
- Almutis Raila : Novak
- Joshua Rubin : Jakob
- Evgeniy Sarmont : Leithman
- Jovydas Starkus : Officier SS allemand
- Alexandra Vasilieva : Rivka
- Margarita Zemelite : La mère de Shlomo
- Ivan Zlobin : Shlomo
- Severina Spakovska : ?

## Production

### Lieux de tournage
Le film a été tourné à Vilnius en Lituanie.

## Accueil

### Accueil critique
Sur l'agrégateur américain Rotten Tomatoes, le film récolte 75 % d'opinions favorables pour 16 critiques.

## Autour du film

### Autres œuvres sur le même sujet
- Le téléfilm Les Rescapés de Sobibor, diffusé en 1987.
- Le documentaire Sobibor, 14 octobre 1943, 16 heures de Claude Lanzmann de 2001.